# Liceu Michel Lucius
El Liceu Michel Lucius (LML) -anomenat anteriorment Collège d'Enseignement Moyen de Luxembourg (CEML)  i Lycée technique Michel-Lucius (LTML)- és una escola secundària de la ciutat de Luxemburg. Es troba al barri de Limpertsberg, al nord-oest de la ciutat i és considerat actualment com una institució secundària superior a Luxemburg junt a d'altres institucions educatives, inclosa la Universitat de Luxemburg.
L'escola va ser fundada el 16 d'agost de 1965, sota el nom Collège d'Enseignement Moyen de Luxembourg (CEML)  i des del 1979 com Lycée technique Michel-Lucius (LTML). El juliol de 2013, l'escola va adoptar el nom de Liceu Michel Lucius, reflex d'un nou programa més ampli que inclou estudis d'A-Level / IGCSE en anglès.